# وزارة الزراعة والري (اليمن)
وزارة الزراعة والري هي أحد وزارات الحكومة اليمنية. وتعنى بسياسة الزراعة في اليمن.

## الوزير
الوزير الحالي هو سالم عبد الله السقطري، وزير الزراعة والري والثروة السمكية، منذ 18 ديسمبر 2020م.